# Município de Monclova (condado de Lucas, Ohio)
O município de Monclova (em inglês: Monclova Township) é um município localizado no condado de Lucas, no estado estadounidense de Ohio. No ano de 2010 tinha uma população de 12 400 habitantes e uma densidade de 217,22 pessoas por km².

## Geografia
O município de Monclova encontra-se localizado nas coordenadas 41° 33′ 56″ N, 83° 45′ 03″ O. Segundo o Departamento do Censo dos Estados Unidos, o município tem uma superfície total de 57.09 km², da qual 56.57 km² correspondem a terra firme e (0.91%) 0.52 km² é água.

## Demografia
Segundo o censo de 2010, tinha 12 400 pessoas residindo no município de Monclova. A densidade populacional era de 217,22 hab./km². Dos 12 400 habitantes, o município de Monclova estava composto pelo 93.32% brancos, o 2.09% eram afroamericanos, o 0.18% eram amerindios, o 2.52% eram asiáticos, o 0.02% eram insulares do Pacífico, o 0.56% eram de outras raças e o 1.31% pertenciam a dois ou mais raças. Do total da população o 2.47% eram hispanos ou latinos de qualquer raça.